# Сидоров, Василий Семёнович (депутат)
Василий Семенович Сидоров (1904, село Настасьино Московской губернии, ныне Дмитровского района Московской области — ?) — советский деятель, новатор сельскохозяйственного производства, заведующий дома-лаборатории, бригадир колхоза «Победа» Дмитровского района Московской области. Депутат Верховного Совета СССР 1-го созыва.

## Биография
Родился в семье крестьянина-середняка. С 1920-х годов работал в сельском хозяйстве.
С 1930-х годов — бригадир колхоза «Победа» села Настасьино Дмитровского района Московской области. Занимался агротехническими опытами.
На 1937 год — заведующий дома-лаборатории колхоза «Победа» села Настасьино Дмитровского района Московской области.
Участник Великой Отечественной войны.
Умер до 1985 года.

## Награды
- орден Трудового Красного Знамени (30.12.1935)